# Чишма (Агрызский район)
Чишма́ (тат. Чишмә) — деревня в Терсинском сельском поселении Агрызского района Татарстана.

## Этимология
Топоним произошёл от гидрографического термина на татарском языке «чишмә» (ключ, родник).

## Географическое положение
Деревня находится в Восточном Предкамье, на расстоянии 31 км по автодорогам к юго-западу от города Агрыз и на расстоянии 7 км по автодорогам к юго-востоку от Терси.
Деревня Чишма, как и весь Татарстан, находится в часовой зоне МСК (московское время). Смещение применяемого времени относительно UTC составляет +3:00.

## История
По сведениям 1887 года, в деревне Старая Чишма Чишминского сельского общества Терсинской волости Елабужского уезда Вятской губернии в 38 дворах проживали 190 татар, в деревне были мечеть и мектеб.
До 1897 года деревня была в составе Терсинской волости Елабужского уезда Вятской губернии, затем — в составе Большекибьинской волости того же уезда. Перед 1919 годом вошла в Сарсак-Омгинскую волость Елабужского уезда Вятской, с 1919 года — Казанской, с 1920 года — Вятской губерний. С января 1921 года в составе Елабужского кантона (до июня уезд). С 1921 года — в составе Агрызского кантона, а с 1924 года — Елабужского кантона ТАССР. С 1927 года — в Агрызском районе. С февраля 1963 года деревня вошла в состав Елабужского сельского района. С 4 марта 1964 года, с отменой разделения районов на сельскохозяйственные и промышленные, деревня — вновь в Агрызском районе. С 2005 года входит в состав Терсинского сельского поселения.

## Население
| 1859 | 1887 | 1905 | 1920 | 1926 | 1938 | 1958 | 1970 | 1989 | 2002 | 2010 | 2015 |
| ---- | ---- | ---- | ---- | ---- | ---- | ---- | ---- | ---- | ---- | ---- | ---- |
| 120  | 190  | 239  | 389  | 334  | 330  | 127  | 87   | 29   | 31   | 38   | 33   |

### Национальный состав
По переписи населения 2002 года в деревне проживал 31 человек (97 % татар).

## Инфраструктура
Близ села проходит автомобильная дорога регионального значения Агрыз — Красный Бор.
Собственная школа в Чишме отсутствует, дети из этого населённого пункта обучаются в Терсинской средней общеобразовательной школе.
Постоянно действующий магазин в деревне также отсутствует.
Общая протяжённость улично-дорожной сети составляет 1,56 км. Деревня электрифицирована, газифицирована, системы централизованного водо- теплоснабжения отсутствуют.

### Комментарии
1. ↑  Расстояния измерено при помощи инструментария Яндекс.Карты
2. ↑  совместно с жителями деревни Дерново
3. ↑  По данным Яндекс.Карты